# Dobropoljci
Dobropoljci – wieś w Chorwacji, w żupanii zadarskiej, w gminie Lišane Ostrovičke. W 2011 roku liczyła 29 mieszkańców.